# Barakar
Barakar (bengalisch বরাকর Barākar) ist ein ehemals bedeutender Ort und heute mit ca. 120.000 Einwohnern einer der größten Stadtteile von Asansol im Paschim-Bardhaman-District im indischen Bundesstaat Westbengalen.

## Lage und Klima
Die Vorstadt Barakar liegt nahe der Grenze zum Bundesstaat Jharkhand etwa 24 km (Fahrtstrecke) westlich des Stadtzentrums von Asansol bei der Einmündung des Barakar-River in den Damodar in einer Höhe von ca. 110 m. Bis nach Kalkutta sind es ungefähr 235 km in südöstlicher Richtung. Das Klima ist schwülwarm bis heiß; Regen (ca. 1300 mm/Jahr) fällt hauptsächlich in der sommerlichen Monsunzeit.

## Bevölkerung
In den letzten Jahrzehnten des 20. und den ersten Jahrzehnten des 21. Jahrhunderts ist die Einwohnerzahl des Ortes durch Zuwanderung stark angestiegen; die Bewohner sind ganz überwiegend Hindus, Muslime sind deutlich in der Minderheit. Gesprochen wird zumeist Bengali, aber auch Hindi und selbst Englisch werden in der Regel verstanden.

## Wirtschaft
Der Ort war lange Zeit in hohem Maße agrarisch orientiert. Infolge seiner Lage an der N19 (Grand Trunk Road) ist eine wirtschaftliche Neuorientierung erkennbar.

## Geschichte
Zur Geschichte des Ortes ist nur wenig bekannt; er muss jedoch im Mittelalter eine nicht zu unterschätzende Bedeutung gehabt haben, denn es gibt einen Tempelkomplex mit insgesamt vier nahe beieinander stehenden Deul-Tempeln im bengalischen Stil.

## Sehenswürdigkeiten
Die vier Begunia-Tempel stehen auf einem Freigelände am Ortsrand; alle vier sind – in Bengalen seltene – Natursteintempel (keine Ziegelsteintempel) vom Deul-Typus. Die oberhalb der Cella (garbhagriha) horizontal stark gegliederten Türme sind zwischen 10 und 15 m hoch und schließen jeweils mit einem amalaka-Ringstein mit kalasha-Aufsatz. Die von den Gläubigen früher nicht zu betretenden Cellae selbst sind nahezu schmucklos. Auf dem Gelände wurden mehrere Götterfiguren gefunden.